# Longman Dictionary of Contemporary English

LDOCE tái bản lần thứ 4.

Longman Dictionary of Contemporary English (LDOCE) lần đầu tiên được Longman xuất bản vào năm 1978. Cuốn từ điển này được ra mắt ở nhiều định dạng: từ điển giấy, từ điển giấy đi kèm với một website; từ điển trực tuyến và một phiên bản trực tuyến miễn phí. LDOCE là một cuốn từ điển dành cho người học cao cấp, cung cấp các định nghĩa bằng một lượng từ vựng nhất định để giúp những người không phải bản ngữ có thể hiểu một cách dễ dàng.
Phiên bản mới nhất của Longman Dictionary of Contemporary English là ấn bản lần thứ sáu. Website đặc biệt đi kèm đã được nâng cấp toàn diện trong hai năm 2014 và 2015 và cung cấp trên một triệu ví dụ cụ thể. Website này có nhiều mục từ hơn (và đôi khi là các mục từ dài hơn) do với bản giấy, cùng với các tài nguyên kỹ thuật số trong đó có một trung tâm học tập; các tập tin âm thanh cho từng từ và 88.000 câu ví dụ; các bài tập luyện thi; hướng dẫn ngữ pháp; phim; một công cụ kiểm tra từ vựng; và các phiếu bài tập dành cho giáo viên. Các thông tin thường gặp cũng được bổ sung, dưới dạng bộ Longman Communication 9000 chứa 9000 từ tiếng Anh quan trọng nhất với những vòng tròn nhiều màu sắc để đánh dấu những mục từ có liên quan.
Từ điển LDOCE trực tuyến miễn phí được nâng cấp giao diện vào năm 2008 và cho phép tìm kiếm (có hỗ trợ chính tả) các định nghĩa; cụm từ; nhiều ví dụ và hình ảnh.